# 櫻本絢子
櫻本絢子（日语：／ Sakuramoto Ayako，1995年8月19日—），日本女子羽毛球运动员，亦為現役日本國家羽毛球隊（A隊）成員。福岡縣出生，畢業於九州国際大附属高校，現隸屬於優乃克羽毛球部。

## 簡歷

### 2011年-2013年 分齡賽時期
2011年7月，櫻本絢子代表日本參加在印度勒克瑙舉行的亞洲青年羽毛球錦標賽，與鳥居彩乃合作贏得女子雙打季軍。
2012年6月，櫻本絢子再戰亞洲青年羽毛球錦標賽，助隊伍贏得混合團體冠軍；她又在10月舉行的世界青年羽毛球錦標賽，助隊伍贏得混合團體亞軍。
2013年7月，櫻本絢子代表日本参加马来西亚沙巴州亞庇市举办的亞洲青年羽毛球錦標賽，助隊伍贏得混合團體季軍；她又在泰國曼谷10月舉行的世界青年羽毛球錦標賽，助隊伍贏得混合團體第四名。

### 2016年-2017年 国际赛夺冠
2016年7月，櫻本絢子與高畑祐紀子出戰越南羽毛球大獎賽，在女双準決賽以1比2（21-13、19-21、15-21）不敌赛会3号种子、印尼强档的德拉·德斯迪亚拉·哈里斯/罗西尔塔·伊卡·普特里·萨里，創下個人生涯最佳的國際賽成績。同年11月，她与高畑祐紀子出战馬來西亞羽毛球國際挑戰賽，在女双準决赛以1比2（21-23、21-14、15-21）不敌赛会头号种子、东道主的鄒美君/李明艷。同年12月，她与高畑祐紀子出战韓國羽毛球大師賽，在女双準决赛以0比2（12-21、17-21）不敌赛会头号种子、东道主的鄭景銀/申昇瓚。
2017年3月，櫻本絢子與高畑祐紀子出戰大阪羽毛球國際挑戰賽，在女雙决赛以1比2（21-16、17-21、19-21）不敌韩国的金昭映/柳海媛，赢得亞軍。同年6月，她與高畑祐紀子出戰西班牙羽毛球國際賽，在女雙决赛以2比0（21-10、21-15）击败了同胞的新玉美鄉/渡邊茜，奪得其首個國際職業賽冠軍。接着8月，她與高畑祐紀子出戰紐西蘭羽毛球黃金大獎賽，在女雙决赛以1比2（21-18、16-21、19-21）不敌赛会头号种子、马来西亚的許嘉雯/溫可微，赢得亞軍。年尾10月，她與高畑祐紀子出戰荷蘭羽毛球大獎賽，在女雙準决赛以1比2（11-21、15-21）不敌赛会头号种子、印尼的英吉娅·西塔·阿凡达/尼·克图特·马哈德维·伊斯特拉尼。

### 2018年 超級100賽、300賽及500賽夺冠
2018年2月，櫻本絢子與高畑祐紀子出戰瑞士羽毛球公開賽，在女雙决赛以2比1（19-21、21-15、21-18）力挫赛会头号种子、保加利亚的加夫列拉·斯托伊娃/斯蒂法尼·斯托伊娃，赢得冠軍。随后4月，她與高畑祐紀子出戰大阪羽毛球國際挑戰賽，在女雙决赛以1比2（21-17、19-21、16-21）不敌赛会头号种子、同胞的福万尚子/與猶胡桃，赢得亚軍。5月年头，她與高畑祐紀子出戰紐西蘭羽毛球公開賽。在女雙决赛中，表现强势以2比0 （21-9、21-19）横扫对手出局，收获第二个冠軍。年中5月,櫻本絢子與高畑祐紀子出戰澳洲羽毛球公開賽。在女雙决赛中，面对赛会4号种子、韩国超新星组合的白荷娜/李幽琳，在首局险胜下，连扳拿下第二局以2比0 (23-21、21-18）击败了对手，夺得俩人本赛季的第三个冠軍。同年6月，她与高畑祐紀子出战加拿大羽毛球公開賽，在女双决赛以2比0（21-13、21-15）击败了德国的伊莎贝尔·赫特里克/卡拉·尼尔特，赢得冠军。同年7月，她与高畑祐紀子出战新加坡羽毛球公開賽，在女双决赛以2比1（16-21、24-22、21-13）击败了队友的松山奈未/志田千陽，赢得冠军。同期7月，她与高畑祐紀子出战秋田羽毛球大師賽，在女双决赛以2比0（23-21、21-11）击败了队友的松山奈未/志田千陽，赢得冠军。

## 主要比賽成績
只列出曾進入準決賽的國際賽事成績：
| 年份   | 賽事                       | 公開賽級別 | 項目     | 拍檔       | 成績   |
| ------ | -------------------------- | ---------- | -------- | ---------- | ------ |
| 2011年 | 亞洲青年羽毛球錦標賽       | 其他       | 女子雙打 | 鳥居彩乃   | 季軍   |
| 2012年 | 亞洲青年羽毛球錦標賽       | 其他       | 混合團體 | －         | 冠軍   |
| 2012年 | 世界青年羽毛球錦標賽       | 其他       | 混合團體 | －         | 亞軍   |
| 2013年 | 亞洲青年羽毛球錦標賽       | 其他       | 混合團體 | －         | 季軍   |
| 2013年 | 世界青年羽毛球錦標賽       | 其他       | 混合團體 | －         | 第四名 |
| 2016年 | 越南羽毛球大獎賽           | 大獎賽     | 女子雙打 | 高畑祐紀子 | 準決賽 |
| 2016年 | 馬來西亞羽毛球國際挑戰賽   | 國際挑戰賽 | 女子雙打 | 高畑祐紀子 | 準決賽 |
| 2016年 | 韓國羽毛球大師賽           | 大獎賽     | 女子雙打 | 高畑祐紀子 | 準決賽 |
| 2017年 | 大阪羽毛球國際挑戰賽       | 國際挑戰賽 | 女子雙打 | 高畑祐紀子 | 亞軍   |
| 2017年 | 西班牙羽毛球國際賽         | 國際挑戰賽 | 女子雙打 | 高畑祐紀子 | 冠軍   |
| 2017年 | 紐西蘭羽毛球黃金大獎賽     | 黃金大獎賽 | 女子雙打 | 高畑祐紀子 | 亞軍   |
| 2017年 | 荷蘭羽毛球大獎賽           | 大獎賽     | 女子雙打 | 高畑祐紀子 | 準決賽 |
| 2018年 | 瑞士羽毛球公開賽           | 超級300賽  | 女子雙打 | 高畑祐紀子 | 冠軍   |
| 2018年 | 大阪羽毛球國際挑戰賽       | 國際挑戰賽 | 女子雙打 | 高畑祐紀子 | 亞軍   |
| 2018年 | 紐西蘭羽毛球公開賽         | 超級300賽  | 女子雙打 | 高畑祐紀子 | 冠軍   |
| 2018年 | 澳洲羽毛球公開賽           | 超級300賽  | 女子雙打 | 高畑祐紀子 | 冠軍   |
| 2018年 | 加拿大羽毛球公開賽         | 超級100賽  | 女子雙打 | 高畑祐紀子 | 冠軍   |
| 2018年 | 新加坡羽毛球公開賽         | 超級500賽  | 女子雙打 | 高畑祐紀子 | 冠軍   |
| 2018年 | 秋田羽毛球大師賽           | 超級100賽  | 女子雙打 | 高畑祐紀子 | 冠軍   |
| 2018年 | 西班牙羽毛球大師賽         | 超級300賽  | 女子雙打 | 高畑祐紀子 | 亞軍   |
| 2018年 | 印尼邦加勿里洞羽毛球大師賽 | 超級100賽  | 女子雙打 | 高畑祐紀子 | 冠軍   |
| 2018年 | 中華台北羽毛球公開賽       | 超級300賽  | 女子雙打 | 高畑祐紀子 | 準決賽 |
| 2019年 | 亞洲羽毛球混合團體錦標賽   | 其他       | 混合團體 | －         | 亞軍   |
| 2019年 | 秋田羽毛球大師賽           | 超級100賽  | 女子雙打 | 高畑祐紀子 | 冠軍   |
| 2019年 | 韓國羽毛球公開賽           | 超級500賽  | 女子雙打 | 高畑祐紀子 | 準決賽 |
| 2022年 | 墨西哥羽毛球國際挑戰賽     | 國際挑戰賽 | 女子雙打 | 鈴木陽向   | 亞軍   |
| 2022年 | 加拿大羽毛球公開賽         | 超級100賽  | 女子雙打 | 宮浦玲奈   | 冠軍   |
| 2022年 | 印尼瑪琅羽毛球大師賽       | 超級100賽  | 女子雙打 | 宮浦玲奈   | 亞軍   |
| 2023年 | 瑞士羽毛球公開賽           | 超級300賽  | 女子雙打 | 宮浦玲奈   | 冠軍   |
| 2023年 | 奧爾良羽毛球大師賽         | 超級300賽  | 女子雙打 | 宮浦玲奈   | 冠軍   |
| 2023年 | 澳洲羽毛球公開賽           | 超級500賽  | 女子雙打 | 宮浦玲奈   | 準決賽 |
| 2023年 | 中國羽毛球公開賽           | 超級1000賽 | 女子雙打 | 宮浦玲奈   | 準決賽 |
| 2023年 | 日本熊本羽毛球大師賽       | 超級500賽  | 女子雙打 | 宮浦玲奈   | 準決賽 |
| 2024年 | 亞洲羽毛球團體錦標賽       | 其他       | 女子團體 | －         | 季軍   |
| 2024年 | 全英羽毛球公開賽           | 超級1000賽 | 女子雙打 | 宮浦玲奈   | 準決賽 |
| 2024年 | 優霸盃                     | 其他       | 女子團體 | －         | 季軍   |
| 2025年 | 印度羽毛球公開賽           | 超級750賽  | 女子雙打 | 五十嵐有紗 | 冠軍   |
| 2025年 | 亞洲羽毛球混合團体錦標賽   | 其他       | 混合團体 | －         | 季軍   |
| 2025年 | 泰國羽毛球國際系列賽       | 國際系列賽 | 女子雙打 | 須藤海妃   | 準決賽 |

| 2007-2017年 | 首要超級賽 | 超級賽 | 黃金大獎賽 | 大獎賽 | 國際挑戰賽 | 國際系列賽 | 未來系列賽 | 其他 |

| 2018-2026年 | 總決賽 | 超級1000賽 | 超級750賽 | 超級500賽 | 超級300賽 | 超級100賽 | 國際挑戰賽 | 國際系列賽 | 未來系列賽 | 其他 |

## 主要对賽记录
櫻本絢子與主要對手的對賽成績如下（只列出對賽二次或以上對手，截至2018年7月19日）：
女雙 - 高畑祐紀子
| 對手                | 對賽次數 | 對賽結果 | 對賽結果 | 總計 |
| 對手                | 對賽次數 | 勝       | 負       | 總計 |
| ------------------- | -------- | -------- | -------- | ---- |
| 新玉美郷 渡邊茜     | 3        | 3        | 0        | +3   |
| 志田千陽 松山奈未   | 3        | 3        | 0        | +3   |
| 松本麻佑 永原和可那 | 2        | 1        | 1        | 0    |
| 總計                | 8        | 7        | 1        | +6   |

| 對手                            | 對賽次數 | 對賽結果 | 對賽結果 | 總計 |
| 對手                            | 對賽次數 | 勝       | 負       | 總計 |
| ------------------------------- | -------- | -------- | -------- | ---- |
| 李幽琳 白荷娜                   | 3        | 3        | 0        | +3   |
| 李明艷 鄒美君                   | 3        | 1        | 2        | -1   |
| 查亚倪·查拉查兰 帕泰玛斯·门翁   | 2        | 2        | 0        | +2   |
| 伊莎贝尔·赫特里克 卡拉·尼尔特   | 2        | 2        | 0        | +2   |
| 金慧貞 金昭映                   | 2        | 2        | 0        | +2   |
| 安妮·特兰 埃米莉·拉菲尔         | 2        | 2        | 0        | +2   |
| 拉温达·巴宗哉 宗功攀·吉迪特拉恭 | 2        | 1        | 1        | 0    |
| 總計                            | 96       | 71       | 25       | 46   |